# Berom jezik
Berom jezik (ISO 639-3: bom; afango, berum, birom, cen berom, chenberom, gbang, kibbo, kibbun, kibo, kibyen, “shosho”), nigersko-kongoanski jezik kojim govori oko 300 000 ljudi (1993 SIL) u nigerijskoj državi Plateau i dijelom u državi Kaduna (dijalekt nincut) i Bauchi. Beromski je nekada bio klasificiran južnoj podskupini skupine plateau, a danas čini posebnu beromsku podskupinu s još dva jezika, eten [etx] i shall-zwall [sha],oba iz Nigerije.
Ima više dijalekata gyell-kuru-vwang (ngell-kuru-vwang), fan-foron-heikpang, bachit-gashish, du-ropp-rim, hoss, cen (2 000), nincut (aboro, boro-aboro; 5 000 u 8 sela).

## Vanjske poveznice
- Ethnologue (14th)
- Ethnologue (15th)